# Blabomma foxi
Blabomma foxi är en spindelart som beskrevs av Chamberlin och Ivie 1937. Blabomma foxi ingår i släktet Blabomma och familjen kardarspindlar. Inga underarter finns listade.